# Pietrusza Wola
Pietrusza Wola – wieś w Polsce położona w województwie podkarpackim, w powiecie krośnieńskim, w gminie Wojaszówka.
| SIMC    | Nazwa     | Rodzaj    |
| ------- | --------- | --------- |
| 0362246 | Dół       | część wsi |
| 0362252 | Góra      | część wsi |
| 0362269 | Piotrówka | część wsi |
| 0362275 | Zawada    | część wsi |

W latach 1975–1998 miejscowość administracyjnie należała do województwa krośnieńskiego.
Przez wieś Pietrusza Wola płynie rzeka Rzepniczanka. Nazwę wzięła tę od nazwy wsi Rzepnik, która leży obok wsi Pietrusza Wola.

## Historia
Miejscowość powstała w wieku XIV, została zasiedlona głównie przez napływową ludność ruską (tzw. Zamieszańców).
W 1934 wśród mieszkańców wsi 87,9% stanowili Rusini. Liczba ludności ruskiej w ówczesnej gminie Odrzykoń, która obejmowała także Rzepnik, zmniejszyła się w porównaniu ze stanem z 1921 o 7,4% (88 osób), prawdopodobnie na skutek asymilacji do polskości.
W Pietruszej Woli działała w latach 30. czytelnia rusofilskiego Towarzystwa im. Mychajła Kaczkowskiego, a mieszkańcy występowali przeciwko próbom wprowadzenia kultu św. Jozafata przez parochów (proboszczów) związanych z ukraińskim ruchem narodowym.
W okresie międzywojennym nauczycielką w przysiółku Zawadki (obecnie Zawada) była Julia Opariwśka, teściowa Stepana Bandery, która posiadała tam dom z pasieką, sadem i ogrodem. Udzielając mieszkańcom porad z zakresu higieny i położnictwa, próbowała pozyskać ich dla ukraińskiego projektu narodowego i otrzymała od nich wsparcie przeciwko próbie przeniesienia jej przez władze polskie do innej placówki. Po przeniesieniu aresztowanego Bandery z Berlina do Sachsenhausen w 1942/1943 przebywała u Opariwśkiej w Pietruszej Woli jej córka, Jarosława Bandera, która umożliwiała więzionemu mężowi łączność z jego organizacją OUN-B, oraz wnuczka Natalia.
Julia Opariwśka została zamordowana w końcowej fazie wojny w swoim domu w Pietruszej Woli. Na temat zabójstwa zachowały się dwa rozbieżne przekazy. Według jednej wersji próbowała wyjechać na zachód przed nadejściem frontu i wkroczeniem Armii Czerwonej pod wpływem ostrzeżeń otrzymanych od Prowodu OUN-B, jednak spóźniła się na pociąg odchodzący ze stacji we Frysztaku i wróciła do Pietruszej Woli odrzucając ofertę przenocowania pod zbrojną ochroną w zdominowanej przez nacjonalistów ukraińskich Bonarówce ze strony odprowadzających ją na dworzec dwóch ukraińskich mieszkanek tej wsi, które miały następnie spotkać trzech mężczyzn w czarnych mundurach wypytujących po polsku o odjazd Opariwśkiej i innej kobiety. Jako data zabójstwa podawany jest 26 lipca 1944, a sprawstwo przypisywane polskim żołnierzom Armii Ludowej. Według innej wersji Opariwśka została zamordowana wiosną 1945 na tle odwetowym przez grupę zbrojną utworzoną z inicjatywy wysiedleńców ze wschodu; zgodnie z relacją Romana Sołtysika, mieszkańca Bonarówki, jej śmierć miała nastąpić po masakrze w Gwoździance z 17 marca 1945 i przekonać Zamieszańców do podjęcia oferty wyjazdu do ZSRR.
W grudniu 1944 według danych starostwa krośnieńskiego wieś była gromadą „czysto ruską”, w której 92 osoby należały do narodowości ukraińskiej. W marcu 1945 wieś stała się celem zbrojnych ataków rabunkowych, których sprawcy nakłaniali mieszkańców groźbami do wyjazdu do ZSRR. 1 lutego 1946 we wsi znajdowało się 175 gospodarstw opuszczonych na skutek wysiedlenia do ZSRR. Akcja „Wisła” w 1947 objęła deportacją 21 osób z 6 rodzin.